# Conrad Mardefelt

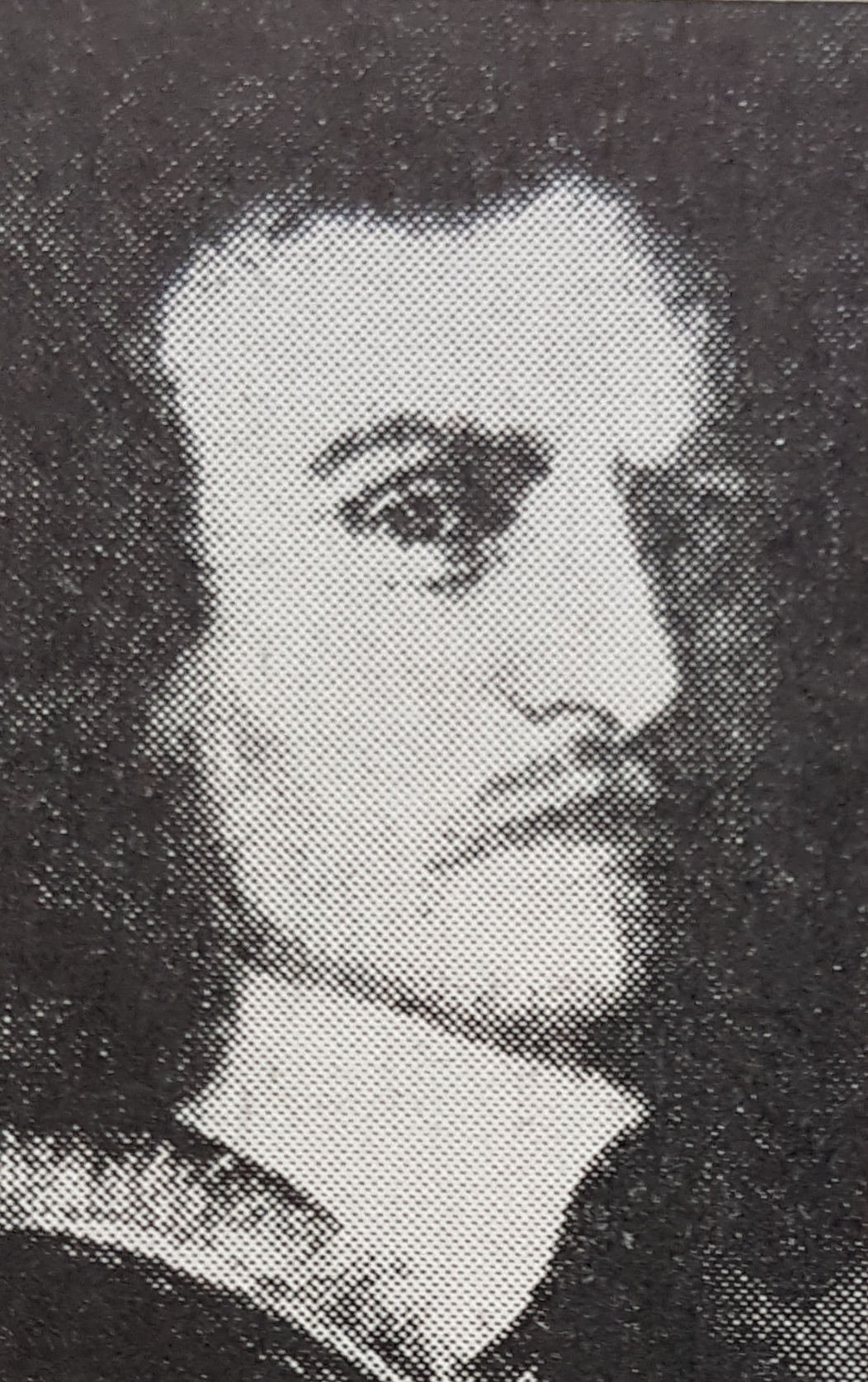
Conrad Mardefelt

Conrad von Maesberg, ab 1646 Marderfelt, ab 1677 Freiherr Marderfelt (* um 1610 in Stockholm; † 21. Mai 1688 in Vanselow in Vorpommern) war ein schwedischer Feldmarschall im 17. Jahrhundert.

## Leben
Er wurde als Conrad von Maesberg, Sohn des aus Deutschland nach Stockholm eingewanderten Handwerkers Johann von Maesberg († 1657) und der Katharina Gese, geboren. 1628 trat er in die schwedische Armee ein, nahm am noch bis 1629 dauernden Schwedisch-Polnischen Krieg teil und wurde 1634 zum Ingenieur befördert. 1637 wurde er zum Generalquartiermeister im Rang eines Hauptmanns ernannt. Als Oberst leitete er während des Dreißigjährigen Krieges ab 1641 den Ausbau der Stadt Demmin zur Festung (siehe Demminer Stadtbefestigung). Für seine Verdienste als Fortifikationsoffizier wurde er am 20. Januar 1646 als schwedischer Oberst eines deutschen Regiments in den schwedischen Adelsstand erhoben und nahm den Namen Marderfelt an. Im gleichen Jahr erhielt er das Kommando über alle schwedischen Festungsanlagen in Pommern, Mecklenburg, der Mark Brandenburg, Bremen und Westfalen. Während dieser Zeit war er auch Vorgesetzter und „Lehrmeister“ des späteren berühmten schwedischen Festungsbaumeisters Erik Dahlberg. Dessen „Gesellenstück“ unter Anleitung Mardefelts als Fortifikationsoffizier war die Sprengung des massiven Turms von Haus Demmin anlässlich eines Besuchs des schwedischen Thronfolgers Karl Gustav 1647.
Nach dem Dreißigjährigen Krieg bekam Mardefelt wie viele andere Militärs und Beamte in schwedischen Diensten als Dank und Entschädigung Grundbesitz. Er erhielt die Domäne Pritzier mit den Dörfern Hohendorf, Katzow und Netzeband in Vorpommern, die 1653 der Generalgouverneur Carl Gustav Wrangel von ihm erwarb. Daneben erwarb er das vormals der Familie von Maltzahn gehörende Gut Vanselow an der Tollense bei Demmin. Eine von ihm gestiftete Glocke in der Vanselower Kapelle trägt seinen Namenszug.
Unter Karl X. Gustav von Schweden nahm er am Zweiten Nordischen Krieg teil und wurde, nachdem er 1655 zum Generalmajor ernannt worden war, Kommandant von Thorn und später von Elbing. Weiterhin war er Gouverneur in Bremen, Vizegouverneur in Wismar und in Pommern von 1668 bis 1672. Ab 1673 war er Ministerresident am kurbrandenburgischen Hof. 1675 wurde er zum Feldmarschall ernannt und führte an der Seite Carl Gustav Wrangels den Feldzug gegen Brandenburg. Wegen Wrangels Erkrankung hatte dessen Stiefbruder Wolmar den eigentlichen Oberbefehl. Beteiligt an der verlorenen Schlacht bei Fehrbellin, wurde er wegen des für Schweden unglücklichen Kriegsverlaufs angeklagt, aber freigesprochen. Am 9. Juni 1677 wurde er von König Karl XI. von Schweden in den schwedischen Freiherrnstand erhoben.

## Familie
Er war in erster Ehe seit dem 24. November 1640 mit Lucia Katarina Theophili (* 11. Nov. 1624 in Bückeburg; † 2. März 1658 in Demmin) verheiratet, mit der er folgende Kinder hatte:
- Christina Maria (* 1641) ⚭ 1677 Andreas Dubislaff von Blixen (* 22. August 1642; † 30. August 1688)[4]
- Leonhard (* 9. Nov. 1642), Oberstleutnant, nach dem Tode des Vaters Besitzer des Gutes Pensin in Vorpommern († nach 1697[5])
- Johan Carl
- Conrad Anton († 5. September 1677), Oberstleutnant des Jönköpinger Infanterieregiments
- Vilhelm, gefallen im Januar 1676 bei einem Rückeroberungsversuch des Wolgaster Schlosses
- Philipp Christopher, Geheimer Rat
- Arvid Axel († 18. Mai 1708)
- Johann Dietrich, Oberstleutnant
- drei weitere Söhne und drei Töchter († vor der Mutter, d. h. vor 1658)

Aus seiner zweiten Ehe mit Augusta Eleonora von der Lancken entstammten:
- August Philipp (* 1660; † vor 1732), Oberst der pommerschen Dragoner, Abschied mit Charakter als Generalmajor
- Conrad, 1687 Kammerherr und Rittmeister in kursächsischen Diensten
- Sophia Hedwig (* 26. Februar 1662 in Demmin; † 27. September 1733 in Berlin)

⚭ Generalmajor Heinrich Hallard genannt Elliot (1620–1681)
⚭ Kammerherr Moritz Friedrich von Schwerin (1652–1686)
⚭ Legationsrat Lorenz Georg von Krockow (1638–1702)
⚭ Generalleutnant Johann Georg von Tettau (1650–1713)
- Gustaf (* 1664, † 6. Dez. 1729), preußischer Politiker und Diplomat
- Margarete († 5. November 1743 in Kolberg) ⚭ 1702 Friedrich Wilhelm von Borcke (1680–1743), preußischer Generalmajor